# Steinernes Meer

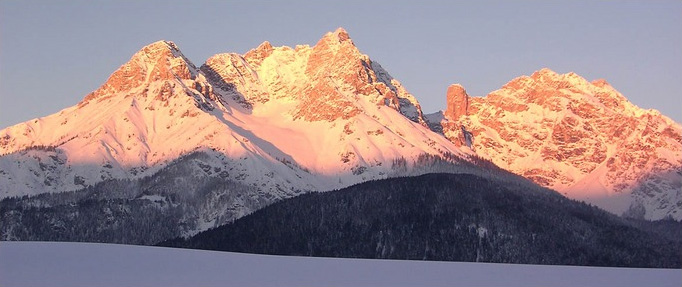
A Steinernes Meer délről

A Steinernes Meer (Kőtenger) egy karsztfennsík az Északi-Mészkőalpokban. A Berchtesgadeni-Alpok kilenc részhegységének tagjaként a Steinernes Meer részben Németországhoz (Bajorország) részben Ausztriához (Salzburg tartomány) tartozik. 
A bajor része a Berchtesgadeni-Nemzeti Parkhoz az osztrák része a Kalkhochalpen természetvédelmi területhez tartozik, melynek a Steinernes Meer tájvédelmi körzet a  legnagyobb kiterjedésű része.

## Fekvése
Északnyugatról a Hochkalter tömbje és a Watzmann, északkeletről a Hagengebirge, délkeletről a Hochkönig nyugatról a Saalach-völgye határolja a hegységet.  
A Steinernes Meer a közel 160 000 km²-es területével a Berchtesgadeni-Alpok legnagyobb hegysége, melyből 55 négyzetkilométer 2000 méter feletti magasságban van. A déli oldalon meredeken szakad le a Saalfeldni-medencébe. Északi ormainak lábánál található a Königssee.
A karsztfennsík felületét átszövik a karrmezők, számtalan tág dolina és közel 800 barlang lyuggatja át. A felületére eső csapadékvíz kizárólag a felszín alatt szivárog el.

## Legmagasabb pontok
A legmarkánsabb, egyben legismertebb és bizonyára a legszebben formált csúcsa a déli peremén, a pinzgau-i oldalon fekvő Schönfeldspitze (2653 m), melynek „piramisformájú” orma még Berchtesgadenből is látszik, és annak jelképei közé tartozik. A sokkal kevésbé ismert Selbhorn (2655 m) csupán 2 méterrel magasabb nála és ezzel a Steinernes Meer legmagasabb csúcsa. További magas és ismert csúcsok a Brandhorn (2.610 m) amely egy csomópontot képez a berchtesgadeni a pinzgau-i és pongau-i területek között, a Große Hundstod (2593 m), a Funtenseetauern (2578 m) és a Breithorn (2504 m).
Az összesen több mint 50 csúcsból mintegy 20 jelzett turistaúton vagy ösvényen érhető el. Ez azt jelzi, hogy a turisták rohama többé-kevésbé csak egy maréknyi célra koncentrálódik. A fennsík nagy része továbbra is elhagyatott, egyes csúcsokat szinte sohasem másznak meg.
Legjelentősebb csúcsai (magassági sorrendben):
- Selbhorn, 2655 m
- Schönfeldspitze, 2653 m
- Brandhorn, 2609 m
- Großer Hundstod, 2594 m
- Langeck, 2593 m
- Funtenseetauern, 2578 m
- Wildalmkirchl, 2578 m
- Schareck, 2567 m
- Poneck, 2559 m
- Grießkogel, 2543 m
- Graskopf, 2519 m
- Wildalmrotenkopf, 2515 m
- Mannlköpfe, 2505 m
- Breithorn, 2504 m
- Mitterhorn, 2491 m
- Aulhorn, 2481 m
- Wurmkopf, 2451 m
- Reißhorn, 2411 m
- Schindlkopf, 2356 m
- Alpriedelhorn, 2351 m
- Persailhorn, 2347 m
- Schneiber, 2330 m
- Laubwand, 2312 m
- Sommerstein, 2308 m
- Brandenberg, 2302 m
- Gjaidkopf, 2268 m
- Schottmalhorn, 2232 m
- Rotwandl, 2231 m
- Finstersbachköpfe, 2163 m
- Viehkogel, 2158 m
- Großer Hirsch, 1993 m
- Rauchkopf, 1953 m
- Glunkerer, 1932 m
- Simetsberg, 1889 m

## Turistaházak
A Steinernes Meer nyugati része négy Alpenverein-turistaház segítségével jól elérhető. Ezek a német oldalon a Kärlingerhaus (1630 m) a Funtensee-nél, az osztrák oldalon a Riemannhaus (2177 m), az Ingolstädterhaus (2119 m) a Großer Hundstod alatt és a Peter-Wiechenthaler-Hütte (1752 m). A hegység nehezebben megközelíthető keleti részében egy bivak (2457 m) áll rendelkezésre bázisként, vagy vészhelyzet esetére, továbbá a Wasseralm (1416 m) amely egy önellátó turistaház.

## Fordítás
- Ez a szócikk részben vagy egészben  a   Steinernes Meer című német Wikipédia-szócikk fordításán alapul.  Az eredeti cikk szerkesztőit annak laptörténete sorolja fel. Ez a jelzés csupán a megfogalmazás eredetét és a szerzői jogokat jelzi, nem szolgál a cikkben szereplő információk forrásmegjelöléseként.